# Debbie Dean
Debbie Dean, eigentlich Reba Jeanette Smith (* 1. Februar 1928 in Corbin, Kentucky, Vereinigte Staaten; † 17. Februar 2001 in Ojai, Kalifornien) war eine US-amerikanische Sängerin und Songwriterin. Sie war die erste weiße Künstlerin bei Motown.

## Biografie
Debbie Dean kam 1928 als jüngstes von vier Kindern des Eisenbahnmaschinisten Walter Bird Smith (1894–1979) und dessen Frau Alma Gobel McCowan (1900–1981) zur Welt.
Sie veröffentlichte zunächst unter diversen Künstlernamen bei verschiedenen Plattenfirmen wie Argo Records, ABC-Paramount und Apt Records eine Reihe von Singles, bevor sie Anfang der 1960er Jahre durch ihre Bekanntschaft mit Berry Gordy bei seinem neugegründeten Label Motown ankam. Gordy gab ihr einen neuen Namen, Debbie Dean.
Als erste Motown-Single kam im Januar 1961 Don’t Let Him Shop Around heraus, was Gordy zusammen mit Smokey Robinson und seiner Schwester Loucye Wakefield geschrieben hatte. Es war ein Antwortsong („answer song“, ein damals populäres Subgenre) zu Shop Around, dem Durchbruch-Hit der Miracles. Die B-Seite, A New Girl, stammte ebenfalls aus der Feder von Gordy und Robinson. Don’t Let Him Shop Around schaffte es auf Platz 39 der Radiocharts.
Itsy Bitty Pity Love, geschrieben von Janie Bradford und Richard „Popcorn“ Wylie war im August 1961 die zweite Single. Im März 1962 folgte Everybody’s Talking About My Baby als dritte und letzte Single. Dean sollte eigentlich im gleichen Jahr zusammen mit den Miracles, Marvin Gaye, Mary Wells, Stevie Wonder und anderen an der ersten Motortown Revue, einer landesweiten Tournee, teilnehmen. Ihre Teilnahme wurde aber in letzter Minute gestrichen und ihren Motown-Vertrag ließ man auslaufen.
Als Gründe hierfür wird vermutet, dass Debbie Dean im Gegensatz zu den meisten anderen frühen Motown-Künstlern keinen Hintergrund in R&B oder Blues hatte, mit 34 Jahren etwa ein Jahrzehnt älter als die meisten Künstler, Musiker, Songwriter und Produzenten bei Motown war und auch ihre Hautfarbe kann eine Rolle gespielt haben. Barry Gordy war zudem bereits zu diesem frühen Zeitpunkt auf die Karriereförderung von Diana Ross konzentriert, was ihn andere Künstler vernachlässigen ließ.
Ein paar Jahre später (und nach einer weiteren Single bei Sue Records) bekam Dean durch ihre Bekanntschaft mit dem Produzenten Deke Richards eine zweite Chance bei Motown, dieses Mal als Songwriterin. Sie veröffentlichte 1968 noch eine eigene Single auf dem Tochterlabel V.I.P., widmete sich aber fortan hauptsächlich dem Komponieren (meistens in Kollaboration mit Deke Richards). Die Lieder, die aus dieser Zusammenarbeit entstanden, wurden unter anderen von den Miracles (Wish I Knew), den Supremes (Honey Bee (Keep on Stinging Me)), den Temptations (Why Did You Leave Me Darling), Martha & the Vandellas (I Can’t Dance to That Music You're Playin’), Edwin Starr (Backyard Lovin’ Man), Paul Petersen (I Need Your Love Today) oder Blinky (Sweet Joy of Life) aufgenommen.
Dean war zudem in kleinen Rollen in einigen Filmen zu sehen, darunter Hot Rods to Hell (1966, Regie: John Brahm) mit Dana Andrews, The Fastest Guitar Alive (1967, Regie: Michael D. Moore) mit Roy Orbison und A Time to Sing (1968, Regie: Arthur Dreifuss) mit Hank Williams, Jr. und Shelley Fabares.
Debbie Dean lebte für den Rest ihres Lebens in Kalifornien, wo sie im Februar 2001 im Alter von 73 Jahren verstarb.

## Diskografie

### Singles
- 1950: "Here I Am" / "Lover, Come Back to Me" (Aristocrat of Records 410) – als Penny Smith accompanied by Bill Walker & Combo
- 1955: "I’ve Got News For You" / "Mad, Mad, Mad" (Kahill Records KA 1006) als Penny Smith
- 1955: "I Spy" / "Little Rock Rock" (Kahill Records KA 1011) – als Penny Smith
- 1956: "Love Me" / "These Things We’ll Share" (Kahill Records KA 1018) – als Penny Smith
- 1958: "Share Your Love" / "Gimme What You Got" (Argo Records 5295) – als Penny and the Ekos
- 1959: "Billy Boy’s Tune (Billy Boy’s Funeral March)" / "I Sit and Cry" (ABC-Paramount 45-10034) – als Debbie Stevens
- 1959: "If You Can’t Rock Me" / "What Will I Tell My Heart" (Apt Records 45-25027) – als Debbie Stevens
- 1961: "Don’t Let Him Shop Around" / "A New Girl" (Motown M1007)
- 1961: "Itsy Bitty Pity Love" / "But I’m Afraid" (Motown M1014)
- 1962: "Everybody's Talking About My Baby" / "I Cried All Night" (Motown M1025)
- 1964: "Don’t Bug Me Baby" / "I Want To Know (If Your Love Is Real)" (Sue Records 45-103) – als Debra Dion
- 1966: "Take My Hand" / "Dream In a Dream" (Treva Records 223)
- 1968: "Why Am I Lovin’ You" / "Stay My Love" (V.I.P. 25044)

## Filmografie
- 1966: Hot Rods to Hell, Regie: John Brahm
- 1967: The Fastest Guitar Alive, Regie: Michael D. Moore
- 1967: Das Hotel (Hotel), Regie: Richard Quine
- 1968: For Singles Only, Regie: Arthur Dreifuss
- 1968: A Time to Sing, Regie: Arthur Dreifuss
- 1971: Death By Invitation, Regie: Ken Friedman